# Hirvitalo

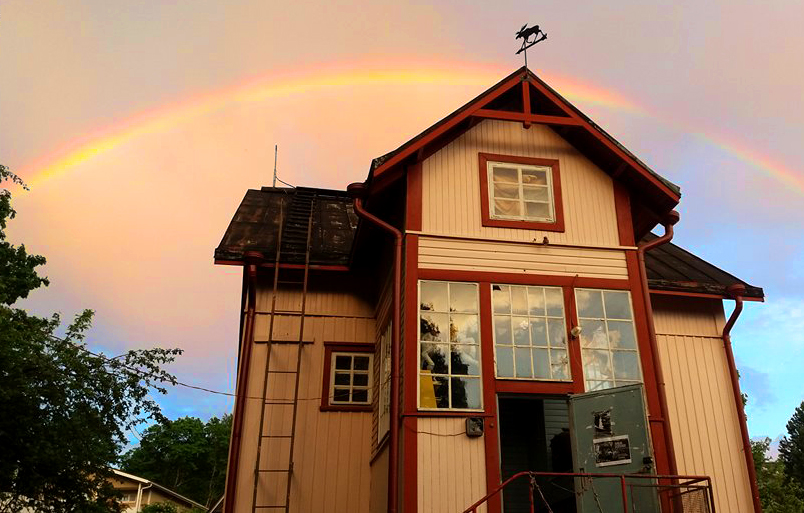
Hirvitalo -Pispala Center of Contemporary Art

Hirvitalo es un centro social en Pispala distrito de Tampere, donde se encuentra el centro de Arte Contemporáneo Pispala.

## Qué se encuentra allí
En Hirvitalo existen tres galerías de arte, estudio de grabación, un espacio para serigrafía y un negocio de ventas. En la parte externa también se puede encontrar un lugar para la reparación de bicicletas.

## Fundación
Hirvitalo está administrada por la Asociación Cultural de Pispala, la cual ha sido fundada en el 2006. Su principal objetivo es en vigorizar la vida cultural en Tampere y Pispala ofreciendo un espacio libre para artistas del Arte contemporáneo y para que los artistas locales puedan organizar y producir eventos.

## Actividades
Las actividades más frecuentes se concentran exhibiciones de arte contemporáneo. Durante el año varios eventos son organizados. Se han incluido festivales de la poesía, reproducción de vídeos, círculos de estudio, festivales del arte de la actuación, flamenco y grupos tamboriles.
Hirvitalo ha sido el anfitrión para muchos artistas extranjeros, grupos de trabajo y exhibidores de todo tipo.
La Asociación Cultural de Pispala también participa en actividades lejos de su edificio natural como por ejemplo, instalaciones de arte ecológico, exhibiciones, performances y otros tipos de eventos culturales.
También existen algunas instalaciones cercanas al edificio en el cual se desarrolla "el Carnaval de Pispala y también cursos de permaculture así como también eventos al aire libre.
La Asociación también ayuda con la agenda de inclusión social albergando encuentros y empleando artistas y otros en integración y programas de capitación. Esto incluye el Proyecto de Kumppanuus con otras 10 asociaciones y también en Servicio Voluntario Europeo.